# George Conroy
George Michael Conroy (1832–1878), irlandzki duchowny katolicki, biskup, dyplomata.
W 1877 przebywał ze specjalną misją w Kanadzie jako delegat apostolski ad hoc, pracował nad stworzeniem stałych stosunków dyplomatycznych pomiędzy Kanadą i Stolicą Apostolską.